# マドックス (DD-622)
|          | |
| 艦歴     | |
| 発注     | |
| 起工     | 1942年5月7日 |
| 進水     | 1942年9月15日 |
| 就役     | 1942年10月31日 |
| 退役     | |
| その後   | 1943年7月10日に戦没 |
| 除籍     | 1943年8月19日 |
| 性能諸元 | |
| 排水量   | 1,630トン |
| 全長     | 348 ft 3 in (106.1 m) |
| 全幅     | 36 ft 1 in (11.0 m) |
| 吃水     | 11 ft 10 in (3.6 m) |
| 機関     | ボイラー4缶、50,000shp (37 MW) 2軸推進 |
| 速力     | 37.4ノット (69 km/h) |
| 乗員     | 士官16名、兵員260名 |
| 兵装     | 単装5インチ砲 4基 12.7mm機銃 6挺 ボフォース連装40mm機関砲 2基 エリコン単装20mm機関砲 5門 5連装21インチ魚雷発射管 1基 爆雷投射機 6基 爆雷軌条 2軌 |

マドックス (USS Maddox, DD-622) は、アメリカ海軍の駆逐艦。グリーブス級。艦名はウィリアム・A・T・マドックス大佐に因む。その名を持つ艦としては2隻目。

## 艦歴
マドックスは1942年5月7日にニュージャージー州カーニーのフェデラル・シップビルディング・アンド・ドライドック社で起工した。1942年9月15日にエレン＝ヴェニータ・ブラウニング・ウィルホルト・ゲイ（マドックス大佐の曾孫）によって命名、進水し、1942年10月31日に艦長ユージーン・S・サースフィールド少佐の指揮下就役した。
整調後マドックスは1943年1月2日にニューヨークを出航し、バージニア州ノーフォークで船団護衛任務に就く。2度の船団護衛任務後、テキサス州ガルベストンおよびアルバの石油センターとノーフォーク間を航行する艦隊給油艦を護衛し、続いてニューヨーク、ノーフォークから北アフリカに向かう大西洋横断船団の護衛に従事する。
1943年6月8日、マドックスはアルジェリアのオランに向けてノーフォークを出航した。マドックスは第81任務部隊の1隻としてハスキー作戦に参加する。部隊は7月10日に上陸し、マドックスは沿岸から16マイルの海域で対潜哨戒を担当した。単艦で航行中にドイツの急降下爆撃機によって攻撃を受ける。1発の爆弾が後部弾薬庫で爆発、マドックスは転覆し2分で沈んだ。サースフィールド少佐は艦の放棄を命じ、その英雄的行動により死後に海軍十字章を授与された。彼の行動によって乗組員の74名が救われることとなった。
マドックスは1943年8月19日に除籍された。
マドックスは第二次世界大戦の戦功で2個の従軍星章を受章した。